# Macrodontia marechali
Macrodontia marechali är en skalbaggsart som beskrevs av Bleuzen 1990. Macrodontia marechali ingår i släktet Macrodontia och familjen långhorningar. Inga underarter finns listade i Catalogue of Life.